# Табард

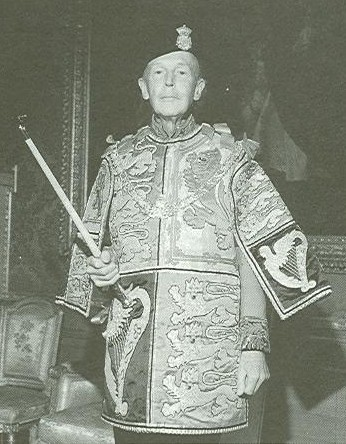

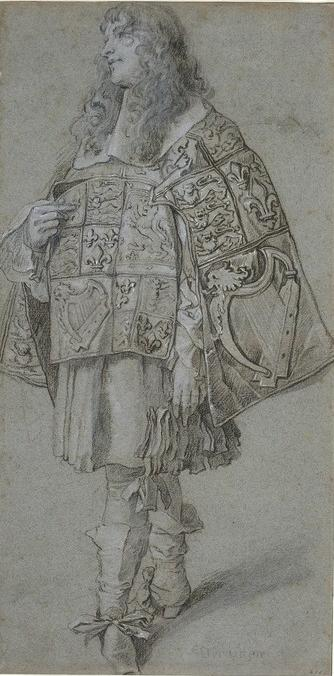

Табард (от фр. tabarde) — короткая накидка с короткими рукавами или вовсе без рукавов, открытая с боков; одеяние средневековых герольдов. На табарде может находиться герб владельца.
Первоначально появился во Франции как простая верхняя одежда, закрытая, но обычно без рукавов, которую носили крестьяне, монахи или пешие воины. Впоследствии превратились в открытую с боков верхнюю одежду, носимую с поясом или без него. Символическое значение, как и добавление герба, табард обрёл на позднем этапе, став принадлежностью военачальников, как средство защиты доспехов от нагревания солнцем и, возможно, от дождя. Удерживался перевязью меча.